# オクサナ・グリシュク
オクサナ・"パーシャ"・グリシュク（ロシア語: Оксана "Паша" Грищук, ラテン文字転写: Oksana "Pasha" Grishuk, 1972年3月17日 - ）は、現ウクライナ生まれのロシアの女性フィギュアスケート選手。1994年リレハンメルオリンピック、1998年長野オリンピックアイスダンス金メダリスト。1994年、1995年、1996年、1997年世界フィギュアスケート選手権アイスダンスチャンピオン。パートナーはエフゲニー・プラトフなど。パーシャは愛称。ロシア語読みでは「アクサーナ・パーシャ・グリシューク」が近い。

## 経歴
ウクライナ・ソビエト社会主義共和国のオデッサで生まれ、4歳ころからスケートを始めた。1986年にモスクワへ移住する。
アレクサンドル・チチコフと組み、1987年世界ジュニアフィギュアスケート選手権2位、1988年世界ジュニアフィギュアスケート選手権では優勝を果たしたがのちにカップルを解散し、1989-1990シーズンよりエフゲニー・プラトフと組む。
1994年リレハンメルオリンピックで金メダルを獲得。1994年、1995年、1996年、1997年世界フィギュアスケート選手権で4連覇を果たした。
1998年長野オリンピック前にそれまで登録名を「オクサナ・グリシュク」としていたが、ロシア語で「情熱」を意味する「パーシャ」に登録名を変更した。長野オリンピックではオリンピックアイスダンス史上初の2連覇を達成。オリンピック後にアマチュアを引退し、プロに転向。現在はフィギュアスケートコーチ兼振付師として活動している。

## 主な戦績
| 大会/年      | 1989-90 | 1990-91 | 1991-92 | 1992-93 | 1993-94 | 1994-95 | 1995-96 | 1996-97 | 1997-98 |
| ------------ | ------- | ------- | ------- | ------- | ------- | ------- | ------- | ------- | ------- |
| オリンピック |         |         | 4       |         | 1       |         |         |         | 1       |
| 世界選手権   | 5       | 4       | 3       | 2       | 1       | 1       | 1       | 1       |         |
| 欧州選手権   | 5       | 5       | 3       | 2       | 2       |         | 1       | 1       | 1       |
| GPファイナル |         |         |         |         |         |         | 1       |         | 1       |

戦績はエフゲニー・プラトフと組んだ以降。